# Michael Ludwig
Michael Ludwig (ur. 19 grudnia 1972 w Wiedniu)  – austriacki szermierz.

## Życiorys
Zdobywca srebrnego medalu (indywidualnie) we florecie na Mistrzostwach Europy w Szermierce w 1991. Uczestniczył w letnich igrzyskach olimpijskich w 1992, 1996 i  2000 roku.
W 1997 został odznaczony Srebrnym medalem za Zasługi dla Republiki Austrii.